# Far Cry New Dawn
『Far Cry New Dawn』（ファー クライ ニュードーン）は、Ubisoft Montrealによって開発され、Ubisoftより発売された、ファークライシリーズの8作目となるPlayStation 4、Xbox One、Windows用アクションアドベンチャー・ファーストパーソン・シューティングゲーム。2019年2月15日に発売された。 このゲームはFar Cryシリーズのスピンオフ版であり、『Far Cry 5』の続編である。

## 概要
これまでのシリーズと同様にオープンワールド環境の中で、プレイヤーは徒歩または様々な車で自由に探索することができる。本作はモンタナ州の架空の郡ホープカウンティという設定で、『Far Cry 5』（以下『5』）の「抵抗」エンディングから17年後を描いており、『5』の最後に起きた核戦争によって崩壊した新世界でプレイヤーの属する「プロスペリティ」、ならず者集団「ハイウェイマン」と攻防を繰り広げながらプレイすることになる。
本作はUbisoft Kiev、Ubisoft Bucharest及びUbisoft Shanghaiと共同でUbisoft Montrealによって開発された。

## ゲームプレイ
システムの多くは前作のものを引き継いでおり、ガンズフォーハイヤーシステムとファングフォーハイヤーシステム(人や動物を傭兵として雇うシステム)は今回も健在で、キャラクターは戦闘支援のために生存者と動物を雇うことができる。
プレイヤーは「プロスペリティ」と呼ばれるコミュニティを本拠地とし、敵対する「ハイウェイマン」からの襲撃を防ぎながら、機能を強化していく必要がある。プロスペリティを強化することで、武器やビークルのアップグレードやプレイヤーの体力増加、ホープカウンティ内の資材類の位置図取得などの効果を得ることができ、ストーリーの進行にも必要となる。
文明崩壊後という世界観に合わせて、今作ではクラフト要素が特に強化されており、各地に残された廃材類もとい資材を集めることがゲーム進行の大きな鍵となっている。各種武器や車両といったアイテムは一部を除いてショップで購入できたが、今作ではかつての通貨が使用できないために通貨で既製品を購入するのではなく、物資を集めて、プレイヤー自らが製作するというシステムとなっている。武器類は崩壊前に存在した武器をあり合せのパーツで即席補修したものが多く、ボウガンに丸鋸を装填して高速で射出する「ブレードランチャー」など斬新な武器が数多く登場する。集められる物資は用途によって異なり、「エタノール」はプロスペリティの強化に必要となり、「炭素繊維」や「チタン」、「スプリング」などは武器やビークル作成に必須材料となる。
前作同様にホープカウンティ各地に点在する「ハイウェイマン」の野営地や前哨基地を襲撃し解放することができる。新たな要素として、これらの前哨基地は一度クリアするとそのままにしておくか、奪還されるかを選択することができる。「奪還される」を選ぶとより高い難易度で再度基地を攻略することになるが、より多くのエタノールを得ることができる。ただし攻略に失敗すると基地の解放の難易度は高いままになる。
今作で追加された完全なる新要素として "探検"と呼ばれるモードがあり、プレイヤーは全米各地に点在するハイウェイマンの物資集積所などに移動して、より多くのリソースやパッケージを探すことができる。また、探検はオンラインで他のプレイヤーと攻略することが可能。基地の攻略や探検は再プレイできるなど、以前の作品と比較するとクリア後のリプレイ性が強化されている。 

## ストーリー
核戦争による世界の崩壊から17年。変わり果てた世界で、再び文明が息を吹き返そうとしていた。
モンタナ州ホープカウンティでも、生き残った人々は各地でグループを形成し、それぞれが生き残るために独自のルールの下に組織を築き上げていた。中でも、気性の荒い双子の姉妹“ミッキー＆ルー”によって率いられる「ハイウェイマン」と呼ばれる一団は、各地で人々から資源を略奪し悪名を馳せていた。
米国の各地で生存者たちを手助けしていたトーマス・ラッシュ率いるグループのキャプテンであったプレイヤーは、ホープカウンティに向かった矢先に「ハイウェイマン」の襲撃を受け、トーマスが連行されてしまう。プレイヤーはこの地に根付いたコミュニティ「プロスペリティ」と協力しながら、圧政を敷くミッキーとルーらに立ち向かう。

## 登場人物
前作の17年後のホープカウンティという設定のため、今作初登場のキャラクターに加えて、『5』に登場したキャラクターも多数登場している。

### 主要キャラクター
キャプテン(主人公)
サンフランシスコをはじめとする米国各地の州や地域を再建したトーマス・ラッシュが率いるグループのセキュリティキャプテン。
グループは再建に必要となる知識を持った専門家たちを連れて列車で移動中にハイウェイマンの襲撃に遭い、ラッシュ、バーンズと共に逃亡するもハイウェイマンに追い詰められ、キャプテンはラッシュの助けによって危機を免れる。その後、カルミナによって保護され、ホープカウンティへと向かう。
キャプテンらはプロスペリティを拠点として、ハイウェイマンに対抗すべく勢力の拡大を目指すことになる。
トーマス・ラッシュ
日本語版声優：広瀬竜一
文明を再建するために人々を助けながら全米各地を渡り歩くグループのリーダー。文明崩壊前に従軍していた経験を活かし、農業と工学を専門とするカリフォルニアのコミュニティの専門家集団と共にアメリカの復興を手伝っている。
カルミナから連絡を受け、ホープカウンティでの支援を依頼されたラッシュは、グループが東へ拡大するための足場として適したプロスペリティの手助けに同意した。しかし、その途上でハイウェイマンの襲撃を受けて捕縛されるが、自らの知識と引き換えにキャプテンとバーンズの助命を申し出たことによりミッキーらに連行された。
キミコ・ライ
日本語版声優：青木瑠璃子
前作にも登場したプロスペリティのリーダー的存在の女性。ニック・ライの妻であり、カルミナ・ライの母親。愛称は「キム」。
ニック・ライ
日本語版声優：浜田賢二
前作から続けて登場しているプロスペリティでビークルの修理を生業とする元パイロットのメカニック。前作登場時は29歳であったが、今作では46歳となっておりかなり老けている。キミコの夫であり、カルミナの父親。17年前までホランドバレーで「ライ&サンズ航空」を営んでいた。ハイウェイマンに拉致されて長らく生死不明であったが、プレイヤーの救助によりプロスペリティに帰還し、家族と再会を果たす。

### ハイウェイマン
ミッキー
日本語版声優：ニケライ・ファラナーゼ、渡谷美帆（幼少期）
「ハイウェイマン」のホープカウンティ支部を束ねるリーダーの黒人女性。本名は「ミシェル」。双子の姉で青いジャケットを着ている。各地で略奪を繰り返し、現在はホープカウンティにて生存者たちを苦しめている。かつてハイウェイマン内部で成り上がるために実の父親を殺害し、それになびいた母親でさえも見捨てた冷酷な人物であるが、双子の妹であるルーに対しては深い情を持っている。度々妨害工作を仕掛けるプレイヤーを「ウサギさん」と呼び、憎んでいる。
ルー
日本語版声優：長尾明希、齋藤小浪（幼少期）
ミッキーの妹であり、ハイウェイマンのトップの一人。本名は「ルイーズ」。ピンク色のジャケットを着用している。かつてハイウェイマンであった父親の影響を受けて、残忍な性格になっており、生存者たちを見せしめに虐殺することを好む。ミッキーは戦略家であるのに対し、ルーはひたすら暴力を行使する武闘派である。
アーウィン・スモールズ
日本語版声優：小松史法
ホープカウンティ内のハイウェイマンの幹部。双子の側近を自称しているが、ハイウェイマンの現体制を快く思っておらず、プレイヤーに対して秘かに協力を申し出る。

### ニュー・エデン
ジョセフ・シード
日本語版声優：てらそままさき
通称「ファーザー」。ニュー・エデンの主であり、住民らの信仰対象。前作には「プロジェクト・エデン」の教祖として登場し、文明崩壊後に旧ホワイトテイルマウンテン地域に「ニュー・エデン」なる理想郷を造った。しかし、ハイウェイマンと敵対することとなり、思い描いた楽園にならなかったことに絶望した末に、ニュー・エデンを息子のイーサンに託し、北部へと姿を消す。
北部にて「奇跡の木」を守りながら静かに生活を送っていたが、プレイヤーが神の意志によって選ばれた、新たな世界を導く者であると認めると「奇跡の木」から実を取ってプレイヤーに超人的な力を与え、戦いに身を投じるよう命じる。
イーサン・シード
日本語版声優：石狩勇気
ジョセフの息子であり、ニュー・エデンの現指導者。ジョセフ不在の間ニュー・エデンを統率しているが、その利己的な性格から住民らからの評判は芳しくない。幼少期から「奇跡の木」になる実が超人的な力をもたらすことを知っており、それを常々欲していたが、イーサンが神に選ばれし者ではないことを理由にジョセフにより阻まれていたことを根に持っている。
主人公と共にジョセフがニュー・エデンへと戻った際に、主人公が「神に選ばれし者」であると知るや否や、自分こそが選ばれし者であると盲信していたイーサンは激高した。自らが築いた権力基盤をよそ者に奪われることを危惧して、ハイウェイマンに接近する。

### プロスペリティ
グレース・アームストロング
日本語版声優：岸本百恵
元オリンピック選手の狙撃手の黒人女性。前作にもガンフォーハイヤーの一人として登場していた。17年の間に視力を失い、かつてのような狙撃ができなくなったため戦いから身を引き後進の育成のためにレジスタンスに協力している。
シャルルマーニュ・"シャーキー"・ヴィクトル・ボーショー4世
日本語版声優：広田みのる
前作のガンフォーハイヤーの一人。ハークとは従兄弟同士の関係で、彼の息子ブレイドの子守も担当している。プレイヤーとは旧ヘンベインリバー地域に建てた「シャトー・ボーショー」で出会い、その後プロスペリティにて爆発物の開発に従事することとなる。
ロジャー・カドレット
日本語版声優：新垣樽助
カナダ出身のヘリパイロット。探検ミッションにおいて各地へプレイヤーを輸送する。
ビーン
日本語版声優：河本啓佑
プロスペリティに集まった専門家の一人。文明崩壊後に自らが集積した情報や知識を基に各地に散らばった資材や動植物の位置をマッピングした「ウィキビーニア」なるサービスを生存者たちに提供している。
セレナ
日本語版声優：有賀由樹子
プロスペリティ内の診療所で医師を務める女性。特に薬用植物に詳しい。
ギャレット・バーンズ
日本語版声優：柏野昌俊
キャプテン及びトーマスと同じグループの一人。ストーリー冒頭で列車がハイウェイマンに襲撃を受けて拘束された際に、ハイウェイマンに服従することをトーマスに提案したが、彼が拒否したためルーによって見せしめに撲殺された。

### ガンフォーハイヤー
カルミナ・ライ
日本語版声優：矢尾幸子
ニックとキムの娘。17年前の核攻撃直前に生まれており、『5』では乳児の姿で登場している。「カルミナ」はニックの愛機の名でもある。
ガンフォーハイヤーにて最初に使用可能となるキャラであり、アサルトライフル及びダイナマイト投擲攻撃を行う。
ジェローム・ジェフリーズ
日本語版声優：辻井健吾
前作から引き続き登場する黒人の牧師。ハイウェイマンに対するレジスタンスとして行動していた。老齢ながらも火炎瓶やショットガンに焼夷弾を装填して戦う。
ジーナ・ゲラ
日本語版声優：丸山雪野
元ハイウェイマンの女性。ハークの恋人であり、ハークとの間にはブレイドという生まれたばかりの息子がいる。ミッキーらによりブレイドを引き渡すことを要求されたが、これを拒否したことにより、死刑同然のデスレースに参加させられたところをキャプテンに救助される。
M60による弾幕射撃を得意とする。
ジャッジ
ニュー・エデンにてジョセフ・シードにつき従う不気味な仮面を被った性別不明の謎の人物。ステルス型の戦闘スタイルであり、弓で敵を攻撃する。セリフは負傷時のうめき声以外には存在しない。
その正体は前作『5』の主人公その人。前作の「抵抗エンド」にてダッチの核シェルターへ不本意ながらジョセフと共に逃げ延び、かつては彼を強く憎んでいたが十数年間の共同生活の末に、ジョセフによって教化され、自らの行動（エデンズ・ゲートに対する敵対行動など）を深く悔いて、赦しを請うべく仮面を被って新たなエデンの復活に尽力することを決意した。これらはバンカー内に残された手記により明らかとなっている。
ナナ
日本語版声優：定岡小百合
60代後半の狙撃手の老婆。旧ホランドバレー地域のコーンタワーに居を構え、射撃場を築いていた。その射撃の腕を買われてハイウェイマンに勧誘されていたが、彼女が課した射撃ミッションをキャプテンがクリアしたことによりプロスペリティ側に与した。その人生経験から老人ならではのブラックジョークを多々呟く。
錆びたSVDによる遠距離射撃で戦う。
ハーク・ドラブマン・ジュニア
日本語版声優：坂口候一
『3』から登場し続けているシリーズおなじみの人物。核攻撃を生き延びた後、ジーナと恋仲になり子を儲けている。ハイウェイマンとは息子を奪われそうになったことをきっかけに敵対視している。支離滅裂でふざけた言動が多い。
前作同様にロケットランチャーによる大火力の支援攻撃を行う。
ティンバー
放射線により知性と耐久力が大幅に向上した秋田犬。ハイウェイマンにより食肉用として捕まえれていたところをプレイヤーによって助けられ、ファングフォーハイヤーの一員となる。
ティンバー周囲の動物や敵兵を探知することができるほか、アイテムの位置もハイライトで分かるようになる。
ホレーショー
かつて生存者らに飼われていた巨大なイノシシ。飼い主らがハイウェイマンに虐殺されてからは、主人公らにつき従うようになる。
戦闘時は突進攻撃を主とし、スキルを上げることでシールドを持った敵さえも吹き飛ばすことができる。

## 用語
ホープカウンティ（Hope county）
日本語正式名称は「ホープ郡」。今作及び前作『5』の舞台となっているモンタナ州の山間部に存在する郡。2018年に勃発した核戦争により郡全体が壊滅したが、核シェルターに命からがら逃げ込んだ住民たちは、地上の放射線が落ち着いた2024年頃から再び地上に戻り、再建を始めた。前作と同じ舞台ということもあり、『5』と同じ場所に同じ建物などが存在しているが、核攻撃時の爆風と17年の月日によって多くが廃墟化している。放射線の濃度が高いために進入できない地域も多く、 『5』よりも行動できる範囲は狭まっている。
旧ホランドバレー地区
物語の序盤で訪れる郡南西部の地域。放射能汚染地帯は少なく、前作とほぼ同じ範囲が行動可能となっている。地域の南端にあったシード牧場はプロスペリティが置かれ、スカベンジャーらの本拠地となっている。フォールズエンドは街並みはわずかに残っているものの、衝撃波で巻き上げられた土によってほとんどが埋没しており、その上にハイウェイマンが廃材を使って建てた解体場なる施設が存在する。
旧ヘンベインリバー地区
ヘンベインリバーに囲まれた郡南東部の地域。東半分（ヘンベインリバーの対岸および上流域周辺）は放射能汚染により進入不能となっている。前作で破壊された山頂のジョセフ像はニュー・エデンの住民らが過去の文明を清算するために、電子機器などを集積して焼却している。
旧ホワイトテイルマウンテン地区
郡の北部に存在する広大な山岳地帯。かつては雄大な自然を有するホワイトテイルマウンテン国立公園が置かれていたが、南西部・北西部・東部など大部分（旧マッキンリーダム以南のモカシンリバー沿岸部を除く全域）が放射能汚染されている。わずかに残された地域もかつての痕跡はほとんどなく、河口部には柵が張り巡らされたニュー・エデンの本拠地が存在する。
スカベンジャー（Scavenger）
「スカベンジャー」とは、廃品を拾いながら生計を立てる人々を意味する単語で、本作では核攻撃を生き延びたホープカウンティの元住民たちを指す。文明の崩壊によって、近代的な生活をすることができなくなっているため、コミュニティを結成してかつての文明跡地などから使える資材を回収しながら生活している。郡内では「プロスペリティ」と「ニュー・エデン」の2つの集団が席巻している。
プロスペリティ（Prosperity）
ホランドバレーの南部、シード牧場があった場所に建てられた生存者たちのコミュニティ。カルミナ・ライとその母親キミコ・ライがリーダーを務める。ホープカウンティ内における最大のスカベンジャーコミュニティであり、医師やメカニックなど各方面の専門家が集まって文明の再建を目指しながら生活している。
各地で復興を成し遂げたトーマスらのグループをホープカウンティに招聘するもハイウェイマンの襲撃を受け、圧倒的な力によって彼らに搾取されている。
プロスペリティ内には、武器開発所やガレージ、診療所、トレーニングキャンプなどの設備が存在し、エタノールを集めることでアップグレードすることができる。
ハイウェイマン（Highwayman）
今作を通して敵対する集団。文明崩壊後に現れた無法集団であり、物語開始時点では全米を席巻する巨大勢力となっている。略奪と破壊をモットーとし、生存者たちを虐殺したり物資を奪ったりしながら各地を渡り歩いている。地域ごとに支部が存在し、ホープカウンティではミッキーとルーがそのトップに君臨している。ピンクや赤といった派手な色にグラフィティのような仰々しい意匠を彼らの施設や装備に使用しており、爆音で音楽を鳴らしながら改造車で通りを走行するなど行動はギャングそのもの。
兵士の多くが旧文明の劣化した銃火器を所持しており、個人ごとに形状が異なる特徴的なバイカーヘルメットにより頭部を保護している。使える車両を改造したバギーやバイクのほか、ヘリやセスナ機といった航空機も保有している。また、兵士同士や拉致した住民を戦わせる闘技場やルール無しの死のダービーなどを定期的に開催しており、ハイウェイマンらの間の娯楽となっている。
ニュー・エデン（New Eden）
ホワイトテイルマウンテンに居を構えるコミュニティ。指導者はイーサン・シード。前作におけるカルト集団「エデンズ・ゲート」を前身とするコミュニティであり、以前と同じく教祖であるジョセフ・シードを信奉している。ジョセフが預言したとおり、「神が文明の傲慢を罰するためにこの世に大崩壊をもたらした」ことから旧文明の遺物を忌避しており、狩猟採集を主とする極めて原始的な生活を送っている。前作では崩壊に備えてあらゆる物資を集積していたが、それらを一切使用せず、弓や棍棒のみでハイウェイマンと戦う。それだけでなく、「崩壊」が二度と起こらぬようテレビやラジオといった家電製品類を集めては破壊し、過去世界を清算しようとしている。
「エデンズ・ゲート」は信仰のためであれば住民らを弾圧してでも目的を達成しようとする凶悪かつ危険な集団であったが、崩壊後は周囲のコミュニティには一切干渉しない平和的な態度を保っている。ハイウェイマンの出現により大きく劣勢に立たされており、プロスペリティと協力関係を結ぶことが模索されているが、「エデンズ・ゲート」時代を知る生存者たちからは激しく憎まれている。